# 陳瑗
陳瑗（1442年—1500年），字大玉，號樸菴，陝西甘州左衛軍籍河南祥符縣人。明朝政治人物。進士出身。

## 生平
父陈敏，任滨州训导，因漢藩诖误，被謫遣戍陕西甘州左卫。天順三年（1459年）己卯科陝西鄉試第三十二名。成化八年（1472年）壬辰科會試第一百二十九名，殿試登進士第二甲第三十三名。十二年授户部江西司主事，丁父忧归。服阕，復除本司。二十三年擢广西司员外郎，弘治元年（1488年）署山东司郎中，三年實授，四年升江西左参政，九年升福建右布政使，十年轉江西左布政使，十一年拜都察院右副都御史、总督南京粮储，十三年八月二日卒于南京，享年五十九。

## 家族
曾祖父陳彥良。祖父陳景文。父亲陳志學（陈敏），永樂丁酉河南乡试举人，曾任山東滨州儒學訓導。